# Epiglyptus costatus
Epiglyptus costatus är en skalbaggsart som först beskrevs av J. L. Leconte 1852.  Epiglyptus costatus ingår i släktet Epiglyptus och familjen stumpbaggar. Inga underarter finns listade i Catalogue of Life.